# Wilson (Észak-Karolina)
Wilson település az Amerikai Egyesült Államok Észak-Karolina államában, Wilson megyében, melynek megyeszékhelye is. Lakosainak száma 47 851 fő (2020. április 1.).

## Népesség
A település népességének változása:

| 2010 | 49 167 |
| 2020 | 47 851 |